# Josef Korb
Antonín Josef Korb, později Antonín Josef Korb von Weidenheim (6.4.1750 Sokolov – 1820 Vysočina) byl český stavitel a šlechtic žijící na přelomu 18. a 19. století. Z kronik je známo, že v Karlových Varech přispíval na zkrášlování okolí lázní. Zde se proslavil jako stavebník a následný provozovatel poštovního dvorce, který se později stal významným společenským a hudebním střediskem světových lázní Karlovy Vary.

## Život
O Josefu Korbovi toho není mnoho známo. Pocházel ze západočeské měšťanské rodiny. V Karlových Varech působil jako poslední privilegovaný poštmistr a přispíval zde k zvelebování lázeňské části města.
V roce 1791 nechal v části revíru Wiener Loch vystavět Poštovní dvůr – tehdy klasicistní budovu, poštovní dvorec s přepřahací stanicí poštovních koňských spřežení. V budově byl zřízen taneční sál, který zdobí freska Josefa Kramolína. Místo se postupem času stalo významným společenským a hudebním střediskem.
Po deseti letech se Korb vzdal poštmistrování a podle zákona ztratil ve prospěch císaře i svůj Poštovní dvůr. Jiné zdroje uvádějí, že o deset let později v srpnu 1801 Korb prodal dvorec včetně všech pozemků spolu s karlovarským poštovním regálem a budovou pošty na Tržišti státu (za 75 000 zlatých) a koupil statek a zámek Kunratice u Prahy.
Roku 1814 byl Josef Korb povýšen do šlechtického stavu a stal se rytířem s predikátem „von Weidenheim“.

### Z kroniky
Kronikář P. Leopold Stöhr o Josefu Korbovi a Poštovním dvoře napsal
Pan Josef Korb položil vlastně vystavěním tohoto dvorce, založením zahrady, zasazením rozličných topolů a ovocných stromů první základ ke všem pozdějším tak rozličným zkrášlováním karlovarské krajiny a zůstane po této stránce pro Karlovy Vary pamětihodným mužem.
 P. Leopold Stöhr – Kaiser Karlsbad 1810